# Islands klocka
Islands klocka (isländska: Íslandsklukkan) är en roman av den isländske författaren Halldór Laxness, utgiven i tre delar 1943–1946. Den utspelar sig på Island och i Köpenhamn under sent 1600-tal och tidigt 1700-tal, och kretsar kring Arnas Arnæus som samlar in isländska sagor och slits mellan sitt arbete och kärleken till en gift isländsk kvinna.
Flera av romanfigurerna bygger löst på verkliga personer; Arnas Arnæus bygger i huvudsak på sagosamlaren Árni Magnússon.

## Tematik

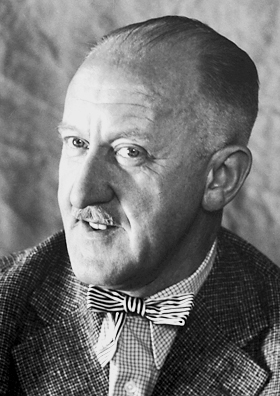
Halldór Laxness 1955

Titeln syftar på en klocka som på medeltiden användes för att kalla till Alltinget, men förlorade sin funktion när Island förlorade sin självständighet, och i romanens inledning smälts ned av danskarna. Romanen knyter an till Islands nyåtervunna nationella självständighet. Det patriotiska temat gav upprättelse åt Laxness, som hade varit kontroversiell i hemlandet på grund av sina kommunistsympatier.

## Utgivning
Islands klocka består av banden Islands klocka (Íslandsklukkan, 1943), Den ljusa mön (Hið ljósa man, 1944) och Brand i Köpenhamn (Eldur í Kaupinhafn, 1946). Den gavs ut på svenska 1948 i översättning av Peter Hallberg, som även skrev flera böcker om Laxness. År 2005 kom en nyutgåva av Hallbergs översättning med parallelltext på isländska och svenska.

## Mottagande
Lars Lönnroth skrev 2005 i Svenska Dagbladet att romanens politiska ämnen har förlorat sin aktualitet. Lönnroth fortsatte: "Det som i dag gör intryck i Islands klocka är snarare den existentiella problematiken, Laxness sagolika fabuleringsförmåga och hans märkvärdiga berättarstil, på samma gång poetiskt underfundig och grovt sarkastisk. Här har stilen dessutom fått ett extra pasticherande tillskott från 1600-talsspråket och de isländska fornsagorna. Hallbergs översättning följer denna stil lika smidigt som handsken följer handen."